# Pamela McCorduck
 (mars 2025).
Les informations dans cet article sont mal organisées, redondantes, ou il existe des sections bien trop longues. Structurez-le ou soumettez des propositions en page de discussion.
Avec le temps, il arrive que le contenu présent dans un article devienne désordonné. Il est souvent nécessaire de réorganiser l'article de fond en comble.
- Il faut tout d’abord répartir le contenu de l'article en plusieurs sections. Les informations doivent ensuite être exposées clairement et le plus synthétiquement possible, regroupées par sujet afin d'éviter les doublons. Quelqu'un cherchant une information précise doit pouvoir la trouver rapidement en lisant la section appropriée.
- À l'intérieur de chaque section, le texte, souvent initialement sous la forme de phrases éparses, doit être regroupé dans des paragraphes de quelques lignes, en assurant un enchaînement logique et une cohérence entre les phrases.
- Lorsque l'article ou l'une de ses sections développe trop longuement un point qui n'est pas dans le cœur du sujet traité, il convient de faire une synthèse et de transférer l'ancien contenu dans des articles plus appropriés (en cas de transfert, il faut impérativement respecter la procédure Aide:Scission).

Si vous pensez que ces points ont été résolus, vous pouvez retirer ce bandeau et améliorer le plan d'un autre article.
 (février 2025).
Si vous disposez d'ouvrages ou d'articles de référence ou si vous connaissez des sites web de qualité traitant du thème abordé ici, merci de compléter l'article en donnant les références utiles à sa vérifiabilité et en les liant à la section « Notes et références ».
Pamela McCorduck, morte le 18 octobre 2021 à 80 ans, est une auteure et journaliste américaine spécialisée dans l'intelligence artificielle (IA), l'histoire des sciences et les implications culturelles de la technologie. Son œuvre joue un rôle essentiel dans la vulgarisation de l'IA, en racontant son évolution et en mettant en avant les chercheurs et les idées qui ont façonné ce domaine.

## Un regard historique sur l’intelligence artificielle
Son livre le plus emblématique, Machines Who Think (1979, révisé en 2004), retrace l’histoire de l’IA depuis ses prémices dans les années 1950 jusqu’à son développement à la fin du XXe siècle. Elle y propose une perspective unique, non seulement en expliquant les progrès scientifiques et techniques, mais aussi en abordant les controverses philosophiques et sociétales liées à l’IA. Ce livre est souvent cité comme l’une des premières grandes chroniques de l’IA, mêlant entretiens avec des figures clés du domaine (comme John McCarthy, Marvin Minsky et Allen Newell) et réflexions sur l’avenir de la discipline.

## Une vision globale de l’intelligence artificielle
Dans The Fifth Generation (1983), coécrit avec Edward Feigenbaum, elle explore le programme ambitieux du Japon pour développer des ordinateurs dotés d’intelligence avancée. À l’époque, ce projet suscitait un vif intérêt et inquiétait même certains chercheurs américains, qui y voyaient un risque de retard technologique des États-Unis. McCorduck et Feigenbaum analysent les ambitions du Japon et les réponses des autres grandes puissances face à ce défi.

## L’IA et la créativité: Aaron et l’art génératif
Avec Aaron’s Code (1991), elle s'intéresse à une facette plus artistique de l'IA : la création artistique générative. Ce livre explore l’œuvre de Harold Cohen, un artiste et informaticien qui a conçu AARON, un programme capable de produire des œuvres d’art autonomes. McCorduck y interroge le lien entre intelligence artificielle et créativité, soulevant des questions sur la nature de l’art et le rôle de l’intelligence humaine dans la production artistique.

## Un engagement dans la réflexion scientifique et féministe
En plus de ses travaux sur l’IA, McCorduck a aussi écrit sur des sujets variés liés à la science, la technologie et la place des femmes dans ces domaines. Elle a souvent mis en lumière le manque de reconnaissance des femmes dans les disciplines scientifiques et technologiques, et son travail a contribué à ouvrir le dialogue sur ces questions.

## Un héritage intellectuel durable
Grâce à son approche journalistique et analytique, Pamela McCorduck a joué un rôle clé dans la documentation et la diffusion des idées sur l’intelligence artificielle. Ses ouvrages restent des références pour quiconque s’intéresse à l’histoire et aux enjeux de l’IA. Son influence dépasse le simple cadre académique, touchant aussi bien les chercheurs que le grand public et les décideurs.